# مدرسة تشانغتشو الدولية
مدرسة تشانغتشو الدولية هي مدرسة دولية خاصة تقع في جيانغسو، الصين.

## الروابط الخارجية
- czis.com.cn نسخة محفوظة 16 يونيو 2006 على موقع واي باك مشين. – Official website